# Quando due si lasciano
Quando due si lasciano è un brano musicale scritto da Vincenzo D'Agostino, composto da Gigi D'Alessio e interpretato dalla cantante italiana Anna Tatangelo. 

## Descrizione
Pubblicato il 13 maggio 2005 dalla casa discografica Universal, come secondo singolo estratto dal secondo suo album in studio, Ragazza di periferia.
Il brano, co-prodotto da Vincenzo D'Agostino e Gigi D'Alessio, viene venduto esclusivamente tramite download digitale.

## Video musicale
Il video è stato diretto da Gaetano Morbioli.

## Tracce
Testi di Vincenzo D'Agostino, musiche di Gigi D'Alessio.
1. Quando due si lasciano – 3:35

## Formazione
- Anna Tatangelo - voce
- Adriano Pennino - tastiera, programmazione
- Maurizio Fiordiliso - chitarra
- Roberto D'Aquino - basso